# دومينيك إنجل
دومينيك إنجل (بالألمانية: Dominik Stroh-Engel)‏ (27 نوفمبر 1985 ألمانيا - ) هو لاعب كرة قدم ألماني يلعب كمهاجم.

## روابط خارجية
- دومينيك إنجل على موقع قاعدة بيانات كرة القدم.إي يو (الإنجليزية)
- دومينيك إنجل على موقع بيانات كرة القدم. دي إي (الألمانية)
- دومينيك إنجل على موقع Soccerway.com (الإنجليزية)
- دومينيك إنجل على موقع عالم كرة القدم.نت (الإنجليزية)
- دومينيك إنجل على موقع AS.com (الإسبانية)